# Йолдашева, Нигар Гияс кызы
Нигар Гияс кызы Йолдашева (азерб. Nigar Qiyas qızı Yoldaşova; род. 1959, Астрахан-Базарский район, Азербайджанская ССР) — советский азербайджанский виноградарь, лауреат премии Ленинского комсомола (1985).

## Биография
Родилась в 1959 году в Астрахан-Базарском районе Азербайджанской ССР (ныне Джалилабадский район).
С 1974 года — рабочая, с 1982 года — бригадир бригады № 2 виноградарского совхоза имени Самеда Вургуна Джалилабадского района республики.
Проявила себя на работе передовым виноградарем и успешным организатором. В 1982 году, возглавив отстающую бригаду, сумела организовать работу коллектива должным образом, в результате чего уже в том же году бригада победила в социалистическом соревновании в совхозе. В последующие годы бригада под руководством Йолдашевой продолжила получать высокие урожаи, к марту 1985 года не только добилась исполнения просроченных обязательств за первые годы одиннадцатой пятилетки (1981—1985), а перевыполнила вместе с коллективом поставленные задания пятилетнего плана и работала на счет 1986 года. По итогам 1985 года бригада Нигар Йолдашевой получила 620 тонн кишмишных сортов винограда вместо плановых 365 тонн, в 1986 году — вырастила на 44,7 гектарах виноградников 430 тонн ягод вместо 420 плановых.
Активно участвовала в общественно-политической жизни предприятия, района и республики, состояла в ВЛКСМ, избиралась депутатом Джалилабадского районного совета, в 1980 году была избрана депутатом Верховного Совета Азербайджанской ССР 10-го созыва от Учтепинского избирательного округа.